# 慶應義塾大学仏教青年会

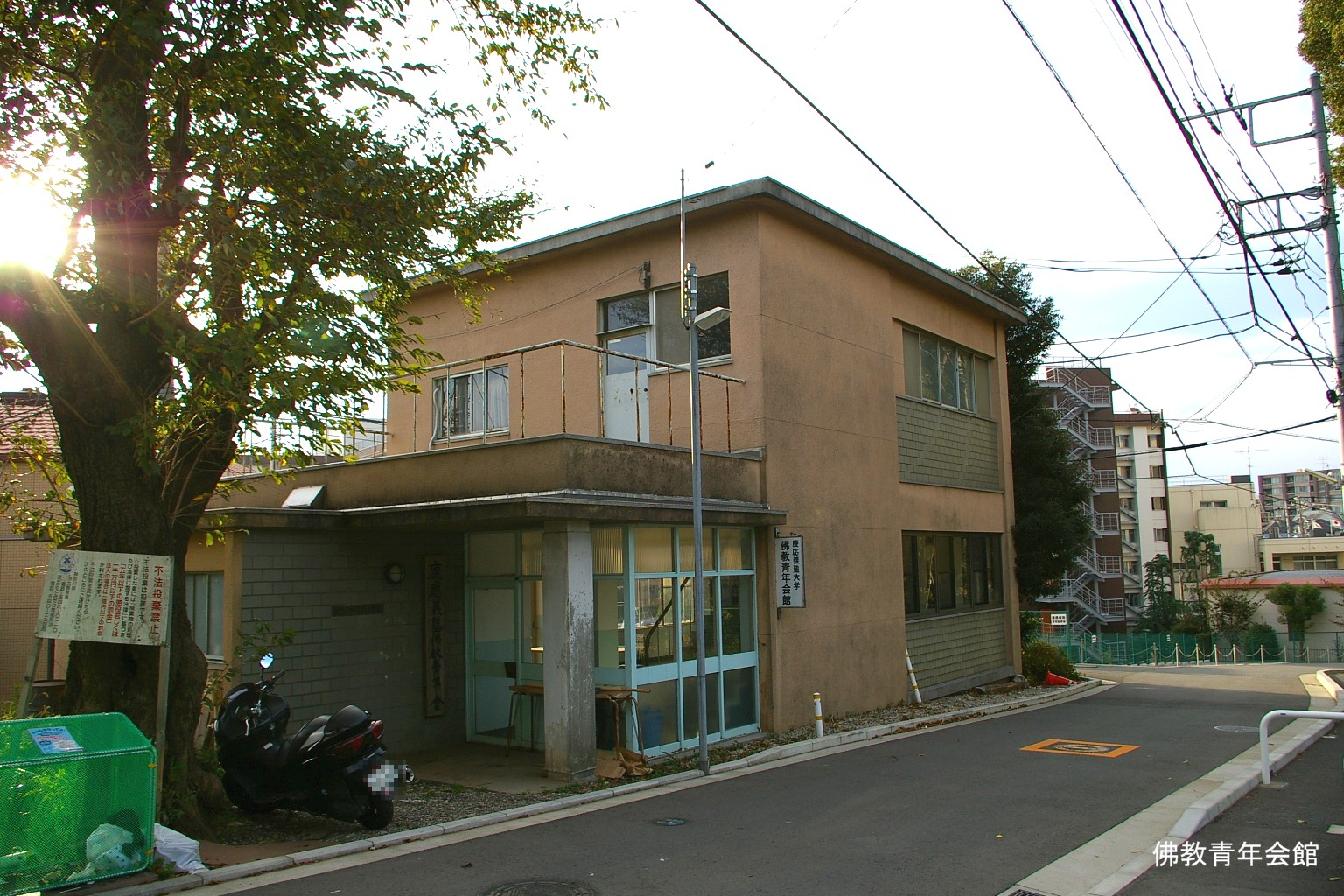
仏教青年会館（日吉）

慶應義塾大学佛教青年會（けいおうぎじゅくだいがく ぶっきょうせいねんかい）は、明治23年（1890年）10月25日に創設された慶應義塾大学の仏教団体。慶應義塾大学の文化団体連盟諸団体の中でも長い歴史を持つ。発足当初は「土曜会」または「三田仏教会」と称した。現在は「仏青」「ブッセイ」の名でも親しまれる。

## 歴史

### 戦前
主に、慶應義塾に学んだ僧侶の指導の下に発足。仏教保護論者でもあり、浄土真宗出身の福澤諭吉が福沢家で行っていた法話を基に、明治維新以後の基督教（キリスト教）の輸入などから日本国の国体を護持するため、塾員（慶應義塾の出身者）らが立ち上げた。そこで、曹洞宗大学学長の丘宗潭と丸山孫蔵らによって協議され、創立された。創立にあたり、三田北寺町壱番地西蓮寺にて内会を開き、幹事3名を選出し、牟田舗麿・西山是端・大久良俊・川瀬良丸・高木義菩・龍澤哲・南荘隆成・中山了運・梅原融・有川貞憲・斎藤教聞・能海寛・桑門環・菅学応・弓削俊證・阿部彗水・華園敷江・吉野精順・樹谷淳孝・石堂文英・佐藤俊龍・藤田順道・推尾朝麿・白川謙致が創立会員となった。
更に、浄土真宗真宗大谷派の僧侶で東京駒込の真浄寺の住職・寺田福寿を迎えて定例会は泉岳寺を利用した。明治25年（1892年）4月8日には、日蓮宗大学同窓会と合同して「釈尊降誕会」を慶應義塾演説館にて盛大に催し、小幡篤次郎、釈雲照、島地黙雷、山下利助らが出席して演説を行っている。これは明治32年（1899年）に「三田仏教会」と改称してからも続いた。他にも、聖誕記念宣伝協賛会、仏教文化三聖記念講演会を催している。仏教青年会は『宇宙の光』・『仏教』・『公孫樹』・『いづみ』等の月刊機関紙を発刊していて、慶應義塾の塾生のみならず、地方でもよく売れたという。
その後も、安藤栄吉、川合貞一、富士川游、木村泰賢、加藤咄堂、河口慧海、岩谷耕二、丸山興憨ら慶應義塾大学の教授陣が支援して、太平洋戦争前には「汎太平洋仏教青年大会」に参加した。

### 戦後
昭和30年（1955年）にかつての活況を取り戻し、朝比奈宗源、椎尾弁匡、増谷文雄、紀野一義らを講師として招いた。さらに大正末期から顧問を務める友松円諦の指導の下、「世界仏教徒会議」に参会した。慶應義塾創立100周年を迎えた昭和33年（1958年）に武見太郎らOBの尽力により、日吉キャンパスグラウンド南側に坐禅堂を備えた「仏教青年会館」を竣工した。
「仏教青年会館」落成後から始められた坐禅の実践は、現在にわたるまでの活動の機軸となっている。また定期的に仏教青年会のOB会の同窓会・親睦会が開かれている。

## 歴代幹部
- 顧問：友松円諦（全日本仏教会創立者）
- 幹事：安藤栄吉
- 顧問：武見太郎（世界医師会会長、国柱会顧問）

## 関連人物・出身者
- 柴田一能 - 教授
- 白川謙致 - 講師
- 清水静文 - 教授
- 丸山興憨 - 専務
- 河口慧海 - 講師
- 安陪恵水 - 東本願寺総長
- 河合了勝 - 開教使
- 伊藤園定 - ハワイ開教使、第二代ハワイ開教総監
- 中野三憲 - OB・大阪府泉北郡南王子村長、青年同志会メンバー
- 岡田幸三郎 - OB・日本砂糖工業社長
- 萩原吉太郎 - OB・北海道炭礦汽船社長